# 小蓝万代兰
小蓝万代兰（学名：Vanda coerulescens）为兰科万代兰属下的一个种。

## 扩展阅读
- 維基物種上的相關：小蓝万代兰